# رود یودو
رود یودو (به ژاپنی: 瀬田川 Yodo-gawa) نام‌های قدیم رود سِتا (به ژاپنی: 瀬田川 Seta-gawa)، رود اوجی (به ژاپنی: 宇治川 Uji-gawa) تنها رودی است که از دریاچه بیوا سرچشمه می‌گیرد. این رود از استان اوساکا می‌گذرد و به خلیج اوساکا می‌ریزد. طول آن ۷۵ کیلومتر (۴۷ مایل) است.